# Universidade Tufts

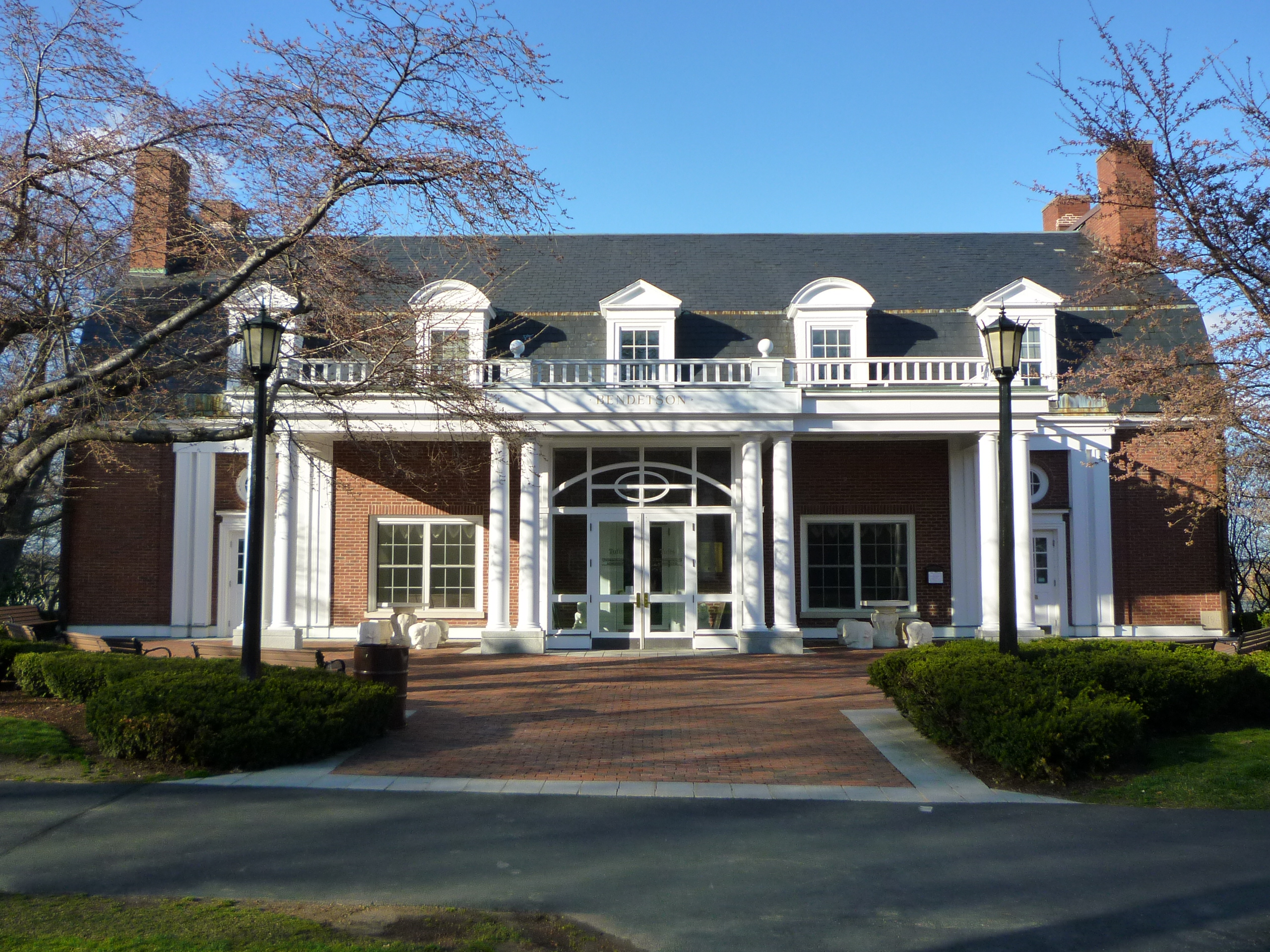
Bendetson Hall, escritório de admissões de graduação na Tufts University.

Tufts University é uma universidade privada de pesquisa em Medford/Somerville, Massachusetts, nos Estados Unidos (próxima a Boston). A universidade abriga a mais antiga escola de graduação em Relações Internacionais dos EUA, a The Fletcher School of Law and Diplomacy.
Em 1852, o Tufts College ("Colégio Tufts") foi fundado por universalistas que haviam trabalhado por anos para abrir uma instituição não-sectária de ensino superior. Charles Tufts doou as terras para o campus em Walnut Hill ("Monte das Nozes"), o ponto mais alto de Medford, dizendo que gostaria de acender uma "luz no monte". O nome foi mudado para "Tufts University" em 1954, embora o seu nome corporativo permaneça "the Trustees of Tufts College" ("os Curadores do Colégio Tufts"). Depois de mais de um século como um pequeno colégio de artes liberais da Nova Inglaterra, o nutricionista franco-americano Jean Mayer tornou-se presidente da Tufts, no final da década de 1970, e, através de uma série de rápidas aquisições, transformou a escola numa universidade internacional de pesquisa.
A Tufts está organizada em dez escolas, incluindo dois programas de graduação e oito divisões de pós-graduação, espalhados por quatro campus em Massachusetts e na fronteira oriental da França. A universidade enfatiza o serviço público em todas as suas disciplinas e é bem conhecida pelo seu internacionalismo, assim como seus programas de intercâmbio estudantil.